# Grammonota pallipes
Grammonota pallipes là một loài nhện trong họ Linyphiidae.
Loài này thuộc chi Grammonota. Grammonota pallipes được Richard C. Banks miêu tả năm 1895.